# 梁梧
梁梧（？—？），字鳳鳴，河南汝寧府信陽衛人，軍籍，明朝政治人物。

## 生平
河南鄉試第十名舉人。嘉靖三十八年（1559年）中式己未科會試第一百二十九名，三甲第一百六十四名進士，授選河間縣知縣。

## 家族
曾祖梁安；祖父梁孜；父梁瀛，母杜氏。具慶下。弟檟、樞。